# Municipio de Blinsmon
El municipio de Blinsmon (en inglés: Blinsmon Township) es un municipio ubicado en el condado de Moody en el estado estadounidense de Dakota del Sur. En el año 2010 tenía una población de 207 habitantes y una densidad poblacional de 2,19 personas por km².

## Geografía
El municipio de Blinsmon se encuentra ubicado en las coordenadas 43°53′29″N 96°35′15″O / 43.89139, -96.58750. Según la Oficina del Censo de los Estados Unidos, el municipio tiene una superficie total de 94.31 km², de la cual 94,31 km² corresponden a tierra firme y (0 %) 0 km² es agua.

## Demografía
Según el censo de 2010, había 207 personas residiendo en el municipio de Blinsmon. La densidad de población era de 2,19 hab./km². De los 207 habitantes, el municipio de Blinsmon estaba compuesto por el 93,72 % blancos, el 2,9 % eran amerindios, el 0,48 % eran asiáticos y el 2,9 % eran de una mezcla de razas. Del total de la población el 0 % eran hispanos o latinos de cualquier raza.